# Carlo Fornasini
Carlo Fornasini (Bologna, 3 novembre 1854 – Bologna, 24 dicembre 1931) è stato un politico e scienziato italiano. Sindaco per quasi 30 anni di Poggio Renatico svolse un ruolo importante nella micropaleontologia.

## Biografia
Nato il 3 novembre 1854 a Bologna dal medico Francesco Fornasini e Carlotta Ferraresi, si laureò con lode all’università di Bologna nel 1877, dove fu allievo di Giovanni Capellini.
Si ricorda il suo lascito in vita del 1902, quando donò alla comunità un terreno edificabile, dove sorse la chiesa abbaziale di San Michele Arcangelo.
Nel 1964 gli fu dedicata, dal figlio Francesco Carlo, la Fondazione che ancora oggi porta il suo nome (Fondazione Dott. Carlo Fornasini); tale si compone di un lascito derivante dalle proprietà della Famiglia Fornasini. Ad oggi è composta da una tenuta agricola sita nel Comune di Poggio Renatico, di circa 564 ettari. La sede è nella duecentesca Torre Lambertini-Fornasini, dove, si dice, sia nata la Beata Imelda Lambertini.